# Lacandón
Lacandónerne er et mayafolk, der bor i junglerne i den mexicanske delstat Chiapas, tæt på den sydlige grænse til Guatemala. De bor i Selva Lacandona (Lacandon-regnskoven), som ligger på den mexicanske bred af Usumacinta-floden og dens bifloder. Lacandónfolket er et af de mest isolerede og kulturelt konservative urfolk i Mexico. I 1943 var der næsten ingen lacandónere tilbage, mens der i dag er en hastig befolkningstilvækst, med en befolkning på cirka tusinde personer.

## Historie
Lacandónerne var det eneste indianerfolkeslag i Nyspanien, som aldrig blev erobret af europæerne. De undslap spansk styre i kolonitiden, ved at bo i små, fjerntliggende landsbyer i junglen, i hvad der i dag er den mexicanske delstat Chiapas og departementet El Petén i Guatemala, og undgik kontakt med erobrede indianere og hvide.
Lacandónernes skikke er tæt på deres præcolumbianske mesoamerikanske forfædres. Så sent som i slutningen af det 19. århundrede, bandt nogle stadig nyfødte børns hoveder, hvilket gav de karakteristisk formede pander, man ser i klassisk mayakunst. Langt ind i det 20. århundrede brugte de stadig bue og pil, med pilespidser af flintesten brudt i regnskoven. I dag sælges der udgaver af disse til turister.

## Sprog
Sproget lacandónerne taler, er en variant af mayasproget, som er nært beslægtet med yucatec maya. På deres eget sprog, kalder de sig Hach Winik (det rigtige folk) og de kalder deres sprog Hach T'.n (det rigtige sprog).

## Kultur
Indtil midten af det 20. århundrede, havde lacandónerne ikke megen kontakt med resten af verden. De tilbad deres eget panteon af guder og gudinder i små hytter i udkanten af deres landsbyer, beregnet til religiøs tilbedelse. I disse hellige bygninger var der en hylde med lerskåle til afbrænding af røgelse, hver især dekoreret med en lacandónguds ansigt. Lacandónerne tog også på pilgrimsfærd til mayacivilisationens gamle byer, for at bede og samle småsten fra ruinerne til rituelle formål. De troede at mayaruinerne var steder hvor deres guder havde boet, før de flyttede til nye bosteder i himlen og under jorden. Mayaruinen Bonampak, kendt for sine velbevarende vægmalerier, blev kendt da lacandónerne viste den amerikanske fotograf Giles Healy vej dertil i 1946.
Nogle få lacandóner har fortsat deres traditionelle religiøse skikke til den dag i dag, særligt mod nord ved søerne Naja og Metzabok. I syd døde mange af gul feber, hvilket medførte større social uro. Gruppen i syd opgav deres guder i 1950'erne og blev senere kristne som følge af den kristne evangelistiske organisation Summer Institute of Linguisticss (SIL) arbejde.
Lacandóener fra syd hjalp SIL's missionærer med at oversætte Det Nye Testamente og dele af Det Gamle Testamente til deres sprog. I nord hjalp den spirituelle leder, Chan K'in, der opnåede en høj alder og døde i 1996, med at holde de gamle traditioner i live. Chan K'in opfordrede sit folk til at holde en respektfuld afstand til den omgivende verden, tage visse værdier til sig, men ikke tillade at omverdenens indflydelse at overvælde lacandónernes livstil.

## Trusler mod kulturel overlevelse
Folkets samkvem med omverdenen er forøget gennem de sidste tredive år. I 1970'erne begyndte den mexicanske regering at betale for retten til at hugge tømmer i lacandónernes skove, hvilket bragte dem i tættere kontakt med nationaløkonomien. Samtidig byggede regeringen veje ind i området, oprettede nye landsbyer til tseltal- og Ch'ol-indianere, der var meget mere udsatte for omverdenenes påvirkning end lacandónerne. Vejene gjorde det nemmere at udvide landbruget og tømmerhugsten, og der opstod alvorlig afskovning. I begyndelsen af 1990'erne var lacandónerne vidner til voldshandlinger under zapatisternes oprør i Chiapas, anført af Subcomandante Marcos. Zapatisterne udsendte en række erklæringer om deres revolutionære principper, alle kaldet en "erklæring fra lacandónjunglen."
Organisationen i Casa Na Bolom i San Cristóbal de las Casas, har til formål at hjælpe lacandónerne med at håndtere de forandringer, som er påført dem gennem de sidste årtier. Den videnskabelige og kulturelle organisation blev skabt i 1951 af den danske arkæolog Frans Blom og hans hustru, fotografen Gertrude Duby Blom.
Flere sprogforskere og antropologer har foretaget omfattende studier af lacandónernes sprog og kultur. Blandt andre missionær-lingvisten Phillip Baer fra SIL International, der har boet blandt lacandónerne i mere end halvtreds år, Roberto Bruce en amerikansk lingvist har helliget sit liv til at studere lacandóernes sprog og kultur, og Christian Rätsch der boede tre år sammen med lacandóerne mens han studerede deres magi og besværgelser.